# الأفعال العامة والخاصة
الأفعال الخاصة هي خلاف الأفعال العامة والعامة هي الأفعال التي لا توجد كل فعل بل كل شيء في الذهن أو في الخارج أو في علم الباري عز شأنه ألا وهو موصوف بها وهي أربعة الكون والوجود والثبوت والحصول.